# Zezé Di Camargo & Luciano (álbum de 2003)
Zezé di Camargo & Luciano é o décimo quinto álbum de estúdio da dupla sertaneja brasileira Zezé Di Camargo & Luciano, lançado em 2003. Recebeu disco de platina da ABPD. Com o disco, a dupla recebeu o Grammy Latino em 2004.

## Faixas
| N.º            | Título                                                                  | Compositor(es)                               | Duração |  |
| 1.             | "Introdução"                                                            | sem compositor                               | 0:24    |  |
| 2.             | "Pra Mudar a Minha Vida"                                                | César Augusto / Piska                        | 3:49    |  |
| 3.             | "Nosso Amor É Ouro (tema da novela Cabocla)"                            | Zé Henrique                                  | 3:28    |  |
| 4.             | "Meu Coração Mandou"                                                    | César Augusto / Piska                        | 3:09    |  |
| 5.             | "Demorou Demais"                                                        | Zezé Di Camargo / Bruno / Vinícius           | 3:52    |  |
| 6.             | "Pra Sempre"                                                            | César Augusto / Piska                        | 3:33    |  |
| 7.             | "Uma Grande Mentira"                                                    | César Augusto / Piska                        | 4:00    |  |
| 8.             | "Irmão Da Lua, Amigo Das Estrelas"                                      | Zezé Di Camargo / Felipe / Adriano Bernardes | 4:11    |  |
| 9.             | "Tristeza do Jeca (tema da novela Chocolate com Pimenta)"               | Angelino de Oliveira                         | 3:44    |  |
| 10.            | "Galera Felicidade (Ô Trem Bão / A Lua)"                                | Felipe / Vinicius / João Vitor               | 3:57    |  |
| 11.            | "Não Dá Mais"                                                           | Luciano / Vinicius / João Vitor              | 4:08    |  |
| 12.            | "Esse Cara Não Existe Mais"                                             | César Augusto / Claudio Noam / Paulo Sérgio  | 3:43    |  |
| 13.            | "Deu Ocupado de Novo(regravada em 2017 no álbum Dois Tempos - Parte 2)" | Fátima Leão / Pedro Paulo / Netto / Léo      | 3:35    |  |
| 14.            | "Eu Amo"                                                                | Alvaro Socci                                 | 4:06    |  |
| 15.            | "Toneladas de Paixão"                                                   | Darci Rossi / Alexandre / Serginho Sol       | 3:40    |  |
| 16.            | "Não Era Pra Ser Assim"                                                 | Claudio Noam / Lucas Robles                  | 4:55    |  |
| 17.            | "Mexe Que Mexe"                                                         | Zezé Di Camargo / Tivas / Carlos Randall     | 3:21    |  |
| 18.            | "Bebedeira"                                                             | Lucas & Luan                                 | 4:21    |  |
| Duração total: | Duração total:                                                          | Duração total:                               | 1h5min  |  |